# Выставка промышленности всех наций
Выставка промышленности всех наций (англ. Exhibition of the Industry of All Nations) — выставка, проходившая в Нью-Йорке в 1853 году на территории нынешнего Брайант-парка на Манхэттене.

## История
Нью-Йоркская Выставка промышленности всех наций была проведена после и по аналогии с лондонской Великой выставкой промышленных работ всех народов 1851 года.
Президентом выставочного комитета был Джейкоб Вестервельт, в то время мэр Нью-Йорка; главным суперинтендантом — адмирал Сэмюэл Дюпон. Открыл выставку 14 июля 1853 года Президент США Франклин Пирс.
За время работы выставки её посетило более 1,1 миллиона человек.

## Достопримечательности
К главному зданию выставки — New York Crystal Palace — примыкала обсерватория Латтинга, деревянная башня высотой 96 метров. На тот момент это была самая высокая постройка Нью-Йорка — выше шпиля Троицкой церкви (88 метров).
На выставке Элиша Отис продемонстрировал лифт, оборудованный устройством, называемым улавливатель, которое сработает, если оборвётся подъемный трос лифта. Эта демонстрация решила серьёзную общественную озабоченность по поводу безопасности лифтов.
Изобретатель Дэвид Альтер представил способ получения и очистки брома из соляных скважин, весьма полезный в чёрной металлургии.
Также на Выставке промышленности всех наций был показан первый в мире педальный квадроцикл.

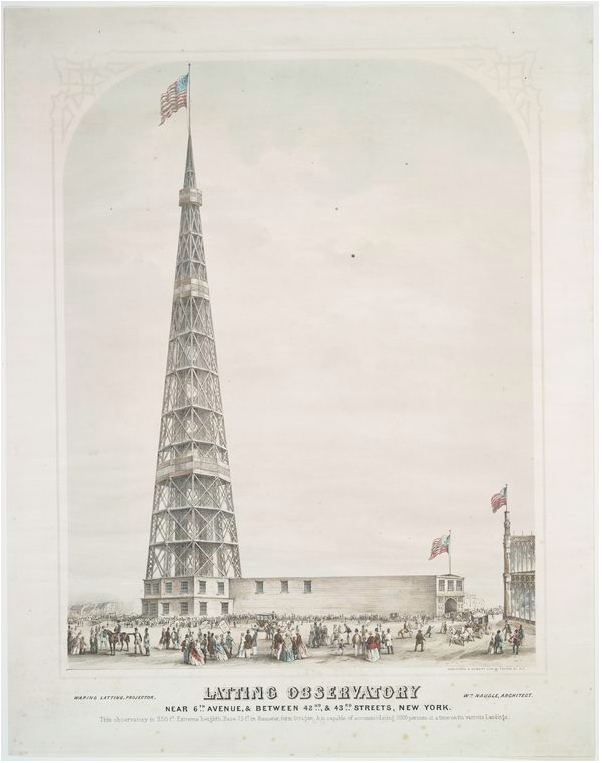
Обсерватория Латтинга
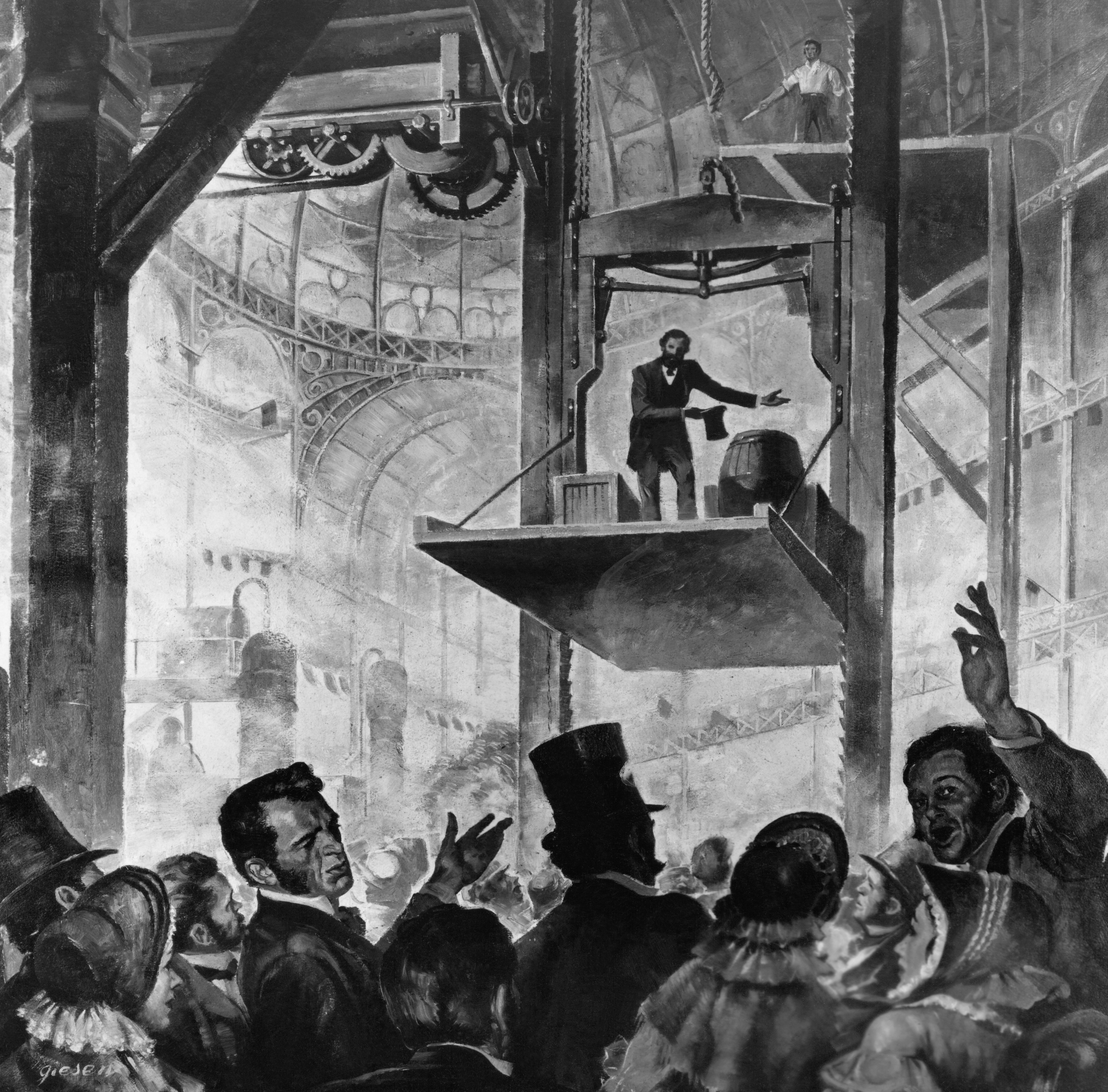
Демонстрация Элиши Отиса